# Nazija (stacja kolejowa)
Nazija (ros. Назия) – stacja kolejowa w miejscowości Nazija, w rejonie kirowskim, w obwodzie leningradzkim, w Rosji. Położona jest na linii Petersburg - Mga - Wołchow.

## Historia
Stacja powstała w czasach carskich na linii z Petersburga do Wiatki, pomiędzy stacjami Mga i Wojbokała.

## Bibliografia

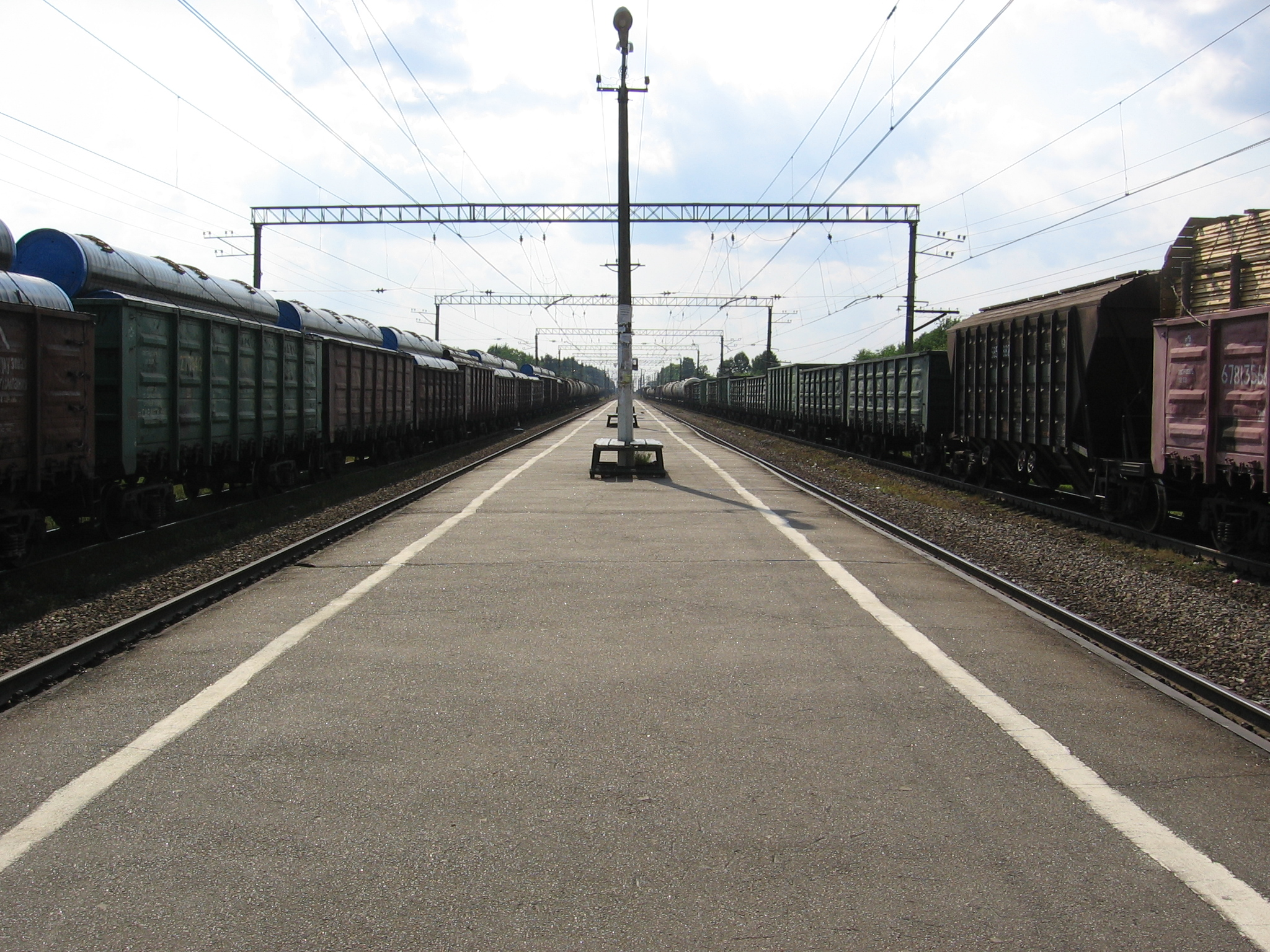